# Kostel svatého Jakuba Většího a svaté Anny (Stará Voda)
Kostel svatého Jakuba Většího a svaté Anny je římskokatolický poutní kostel v zaniklé vsi Stará Voda, dnes součásti obce Město Libavá v okrese Olomouc. Barokní poutní kostel byl vystavěn v letech 1683–1688 podle projektu architekta Giovanniho Pietra Tencally. Následně jej převzali piaristé, kteří chrám stavebně upravili. Po vzniku vojenského újezdu Libavá poutní místo zaniklo a chrám trpěl devastací. Po roce 1989 začala jeho obnova. Kostel je chráněn jako kulturní památka. Je filiálním kostelem farnosti Město Libavá.

## Historie
Ve Staré Vodě, poprvé připomínané roku 1456, se původně nacházel dřevěný kostel zasvěcený sv. Jakubovi Většímu. Vedle něj byla zbudována poutní kaple svaté Anny, písemně doložená v roce 1529. Počátek pravidelných poutí olomouckých minoritů do Staré Vody se datuje rokem 1500. Záměr vybudovat nové poutní místo vznikl již v 80. letech 16. století, realizoval jej však až olomoucký biskup Karel II. z Lichtenštejna-Kastelkornu. Návrh svěřil císařskému dvornímu architektovi Giovannimu Pietrovi Tencallovi, který pro něj již dříve projektoval řadu významných staveb. Tencalla vytvořil kostel s centrální dispozicí, na Moravě ojedinělou, tvořený osmiúhelníkovou lodí s dvojvěžím a bočními kaplemi. Stavba kostela na místě původní kaple proběhla v letech 1683–1688 pod vedením stavitele Matouše Partsche z Kroměříže. Na sochařské výzdobě od roku 1686 spolupracoval kameník Ondřej (Andreas) Allio, který měl podle smlouvy zhotovit zábradlí, balustrádu, 6 podstavců a 3 sochy na fasádu. V letech 1688–1692 byly kolem kostela postaveny klenuté ambity.
Vysvěcení kostela proběhlo roku 1690. Starý kostel sv. Jakuba byl po dostavbě nového chrámu zbořen. Nový kostel převzali piaristé, kteří jej dokončovali až do roku 1696. Dne 11. října 1705 proběhlo opětovné slavnostní vysvěcení, provedené olomouckým biskupem Karlem Josefem Lotrinským. V letech 1765–1767 došlo k prodloužení kněžiště, podle projektu neznámého autora z roku 1761. Při kostele byla v letech 1692–1700 zbudována piaristická kolej, zrušená roku 1784. Piaristé roku 1921 předali budovy olomouckému arcibiskupství. Roku 1857 došlo k nahrazení původních věžních bání jehlanovými helmicemi s lucernami.
Poutní místo s kostelem bylo cílem poutí z Olomouce a dalších měst Moravy a Polska. Hlavními poutními dny byl svátek sv. Jakuba Většího (25. července) a spojený svátek sv. Anny a sv. Jáchyma (26. července). Hlavním předmětem úcty byla milostná soška sv. Anny Matky Starovodské. Byla to dvacet pět centimetrů vysoká gotická polychromovaná plastika sv. Anny s Dítětem-Ježíšem. Největší počet poutníků navštívil Starou Vodu roku 1768, během nějž bylo podáno 29 250 svatých přijímání.
V letech 1922–1930 existovalo při poutním kostele nevelké převorství Benediktinského opatství Panny Marie a sv. Jeronýma v Praze-Emauzích vedené převorem Václavem Janem Ev. Ignácem Wittkem OSB, jehož největší přínos spočíval v oživení poutí k Matce sv. Anně, na něž začalo opětovně přicházet tisíce poutníků z Moravy a ze Slezska. Dne 15. srpna 1930 předali benediktini duchovní správu Staré Vody Oblátům Neposkvrněného početí Panny Marie.
Po druhé světové válce byl roku 1946 zřízen vojenský újezd Libavá, v jehož katastru se ocitla i ves Stará Voda. Ta byla vysídlena odsunem německého obyvatelstva a následně zanikla. Kostel a kolej byly roku 1950 církvi zabaveny a předány československé armádě, přičemž zároveň došlo k zákazu poutí. Během 50. let bylo z kostela odvezeno vnitřní vybavení (oltářní obrazy, sochy, zvony, varhany). Kostel a okolní stavby chátraly a byly devastovány přítomností československých a po roce 1968 sovětských vojáků. Roku 1970 začala první jednání o záchraně kostela a v roce 1974 započaly udržovací práce. Zkáze neunikly budovy piaristické koleje, zbořené během 70.–80. let.
Reálnější možnost záchrany kostela přišla až s pádem komunistického režimu. V červnu 1990 proběhla jednání ohledně opravy kostela a došlo k vyčíslení nákladů na rekonstrukci ve výši 60 milionů Kčs. Projektová dokumentace oprav vznikla roku 1991 a v letech 1992–1997 proběhla první fáze rekonstrukce. Zahrnovala opravy kleneb, stropů, krovů a střech, novou fasádu a okna, zbudování kanalizace a sanaci základů. Náklady dosáhly výše 22,3 mil. Kč. Další práce znemožnil nedostatek financí. Roku 2002 proběhla oprava oltáře a pokládka nové pískovcové dlažby. Během let 2011–2012 došlo k opravě zdi kolem kostela a odvodnění jeho okolí, náklady činily 7,2 mil. Kč. Od roku 1995 na obnově poutního místa spolupracují formou brigád skauti a další dobrovolníci.

## Popis

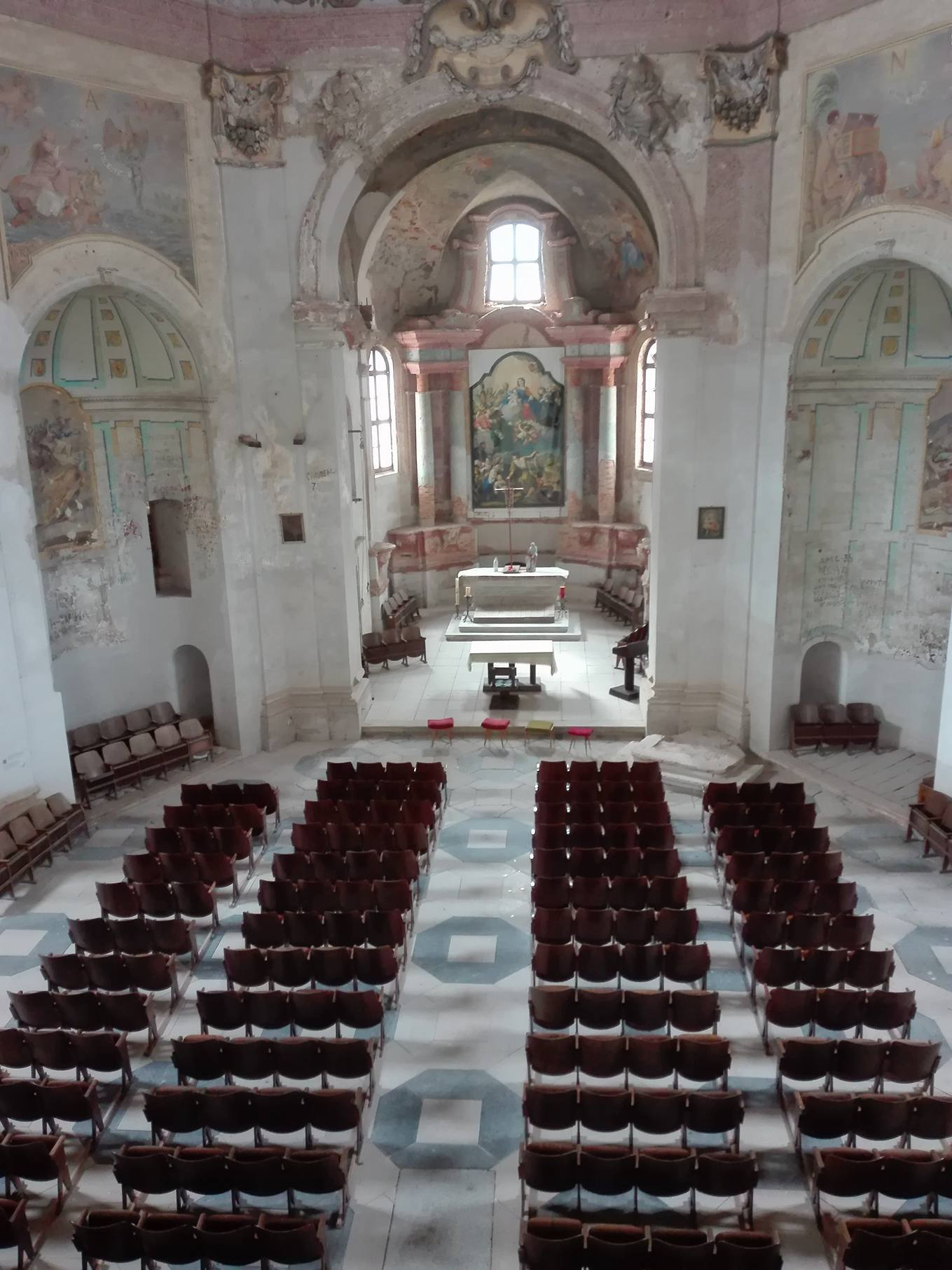
interiér lodi, pohled ke kněžišti

Kostel svatého Jakuba Většího a svaté Anny je jednolodní stavba s centrální dispozicí. Loď je půdorysu osmiúhelníku, protáhlého ve směru hlavní jihovýchodní-severozápadní osy. Na jihovýchodě k ní navazuje polygonálně zakončené kněžiště. Ke stranám kněžiště se připojují obdélné sakristie s oratořemi v patře. Ty jsou přístupné točitými schodišti. Na severozápadě k lodi přiléhá vstupní dvouvěžové průčelí. Po stranách lodi se nacházejí kaple obdélníkového půdorysu.
Hlavní dvojvěžové průčelí má ve střední části mělce vystupující rizalit. V něm se nachází hlavní vstup tvořený portálem, další dva portály jsou po jeho stranách v útvarech věží. Nad hlavním portálem je kamenná kartuš se znakem fundátora kostela, Karla z Lichtenštejna. Další kartuš se znakem řádu piaristů je v trojúhelníkovém štítě na vrcholu rizalitu. Nad bočními portály jsou niky se sochami svatého Jakuba Většího a svaté Anny z 19. století. Průčelí je členěno nárožními pilastry a v patře zdvojenými lizénami. Fasády kostela jsou rozčleněny vpadlými výplněmi. Okna mají segmentové záklenky. Střecha lodi je stanová, věže zakončují plechové helmice.
Kněžiště kostela je zaklenuto plackou mezi pasy a konchou. Sakristie, oratoře, boční kaple a vstupní část pod kruchtou mají valenou klenbu s výsečemi. Loď završuje kopule s výsečemi. Hrany jejích lunet kryjí plastické pruty s vavřínovými listy. Pata klenby je obehnána římsovým kladím. Vrcholové zrcadlo klenby pokrývá malba nebeské sféry s výjevem nanebevzetí Panny Marie. Lunety obsahují malby s novozákonními motivy. Nad nikami jsou malované alegorie Evropy, Asie, Afriky a Ameriky. Štukatura a malby jsou značně poškozené.
Původní mobiliář kostela chybí. Kostel byl v roce 1787 osazen zvony, pocházejícími ze zrušených olomouckých kostelů. Jeden ulil roku 1485 konvář Václav z Olomouce, druhý pak zhotovil František Ilenfeld v roce 1552. O tyto zvony kostel přišel v roce 1954. První z nich byl údajně roku 1956 předán do Přerova, druhý do Hradčovic (později se nacházel v Červené Lhotě).

## Galerie

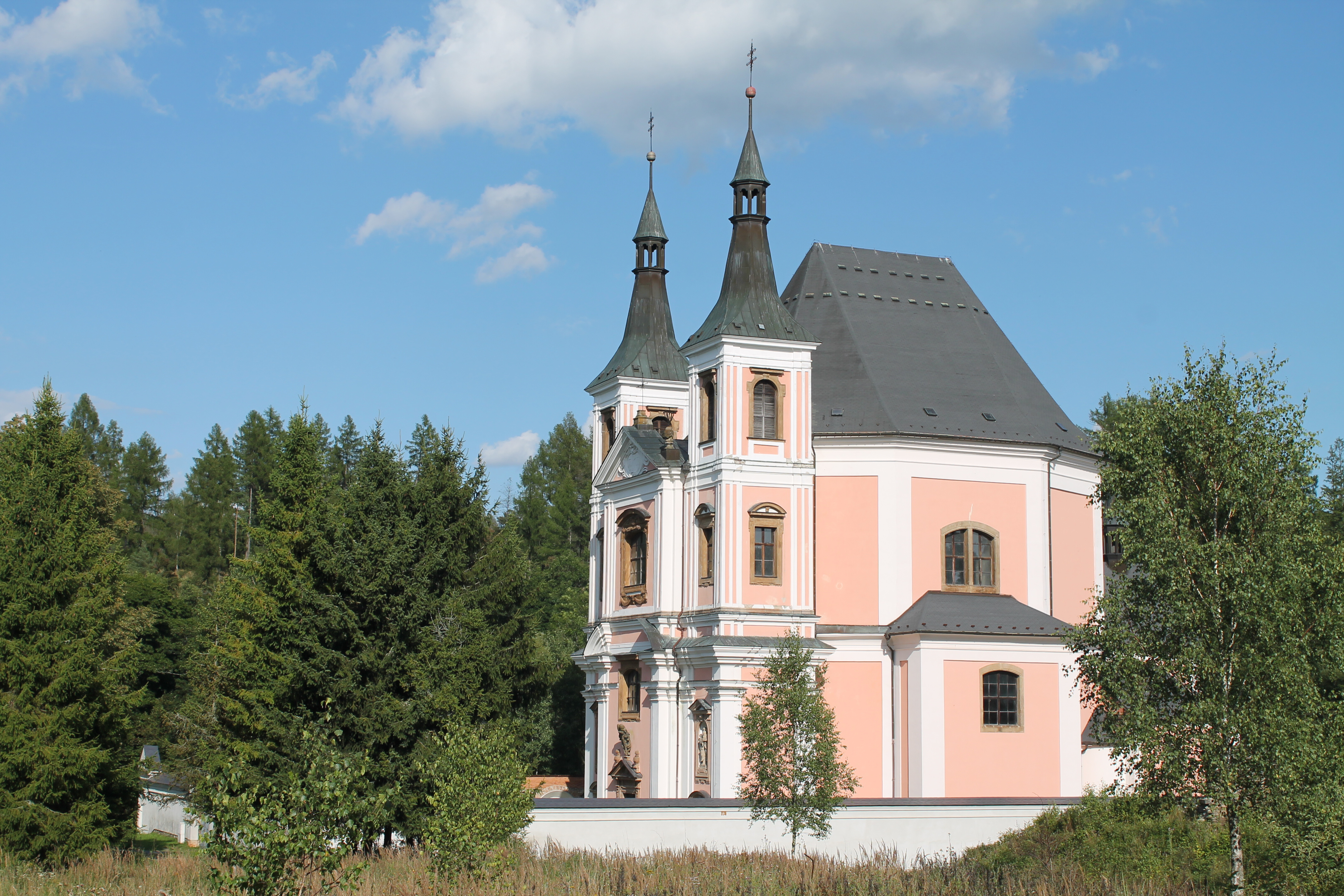
Pohled od západu
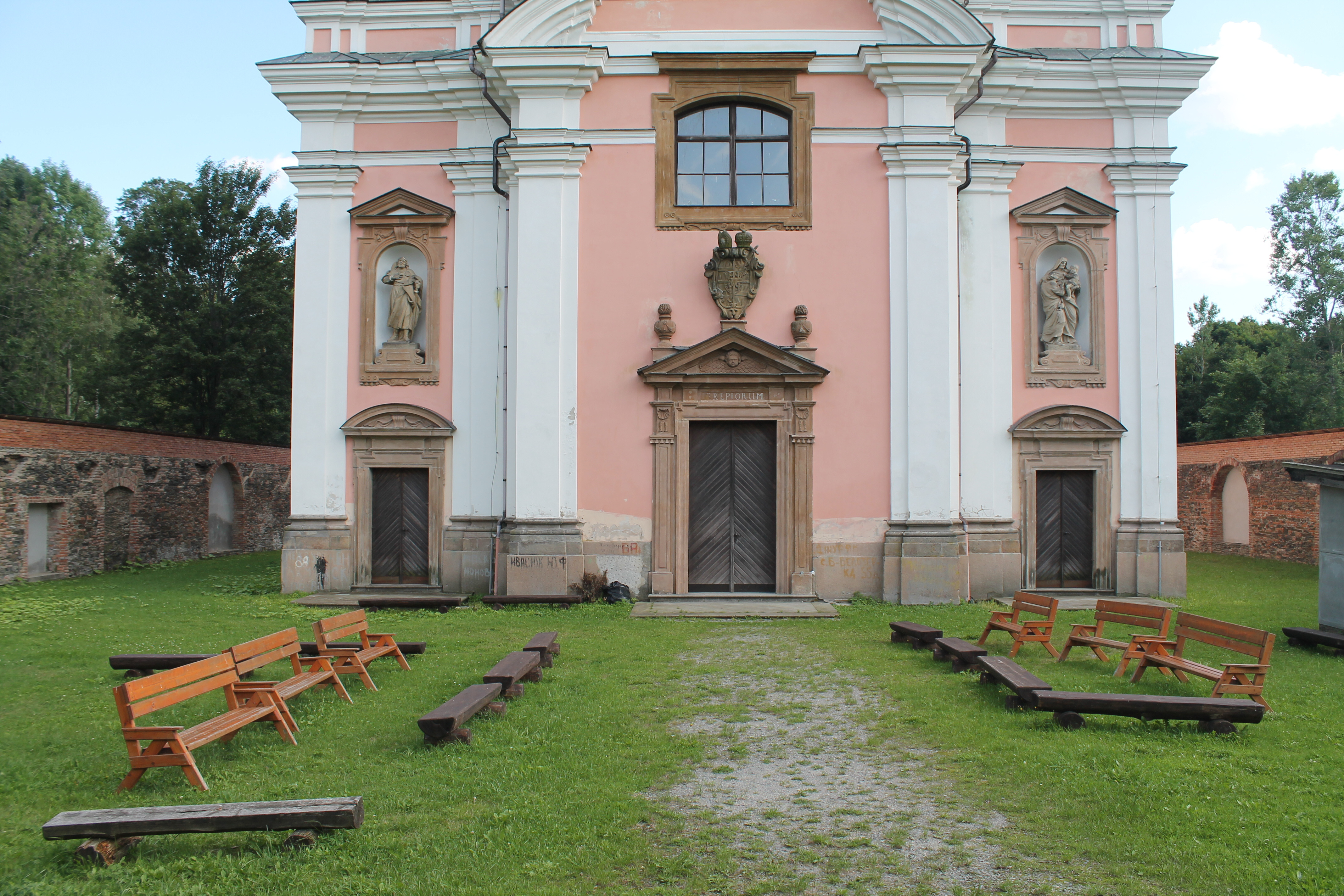
Vstupní průčelí s portály
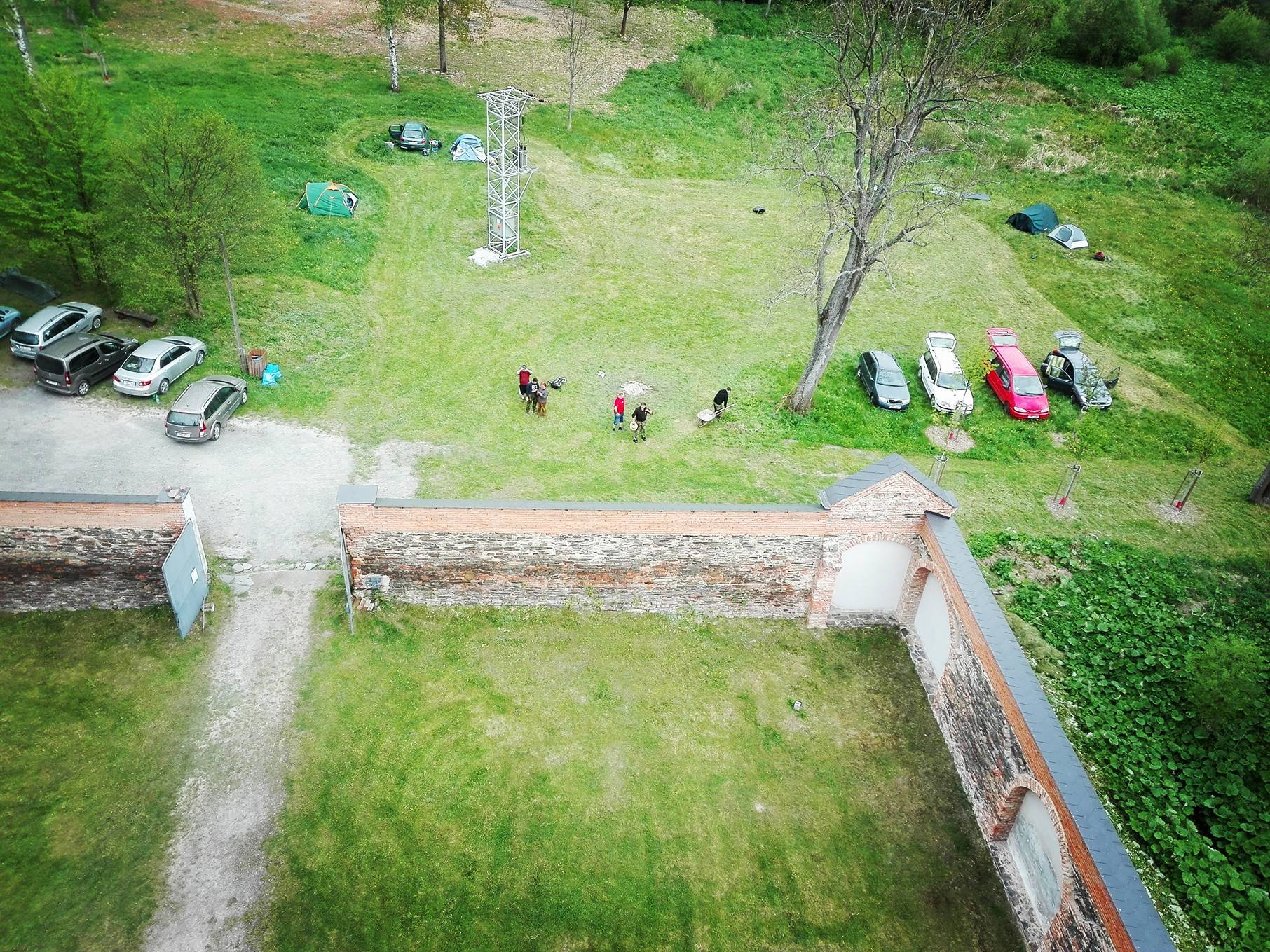
Pohled z věže na ohradní zeď se zbytky ambitu
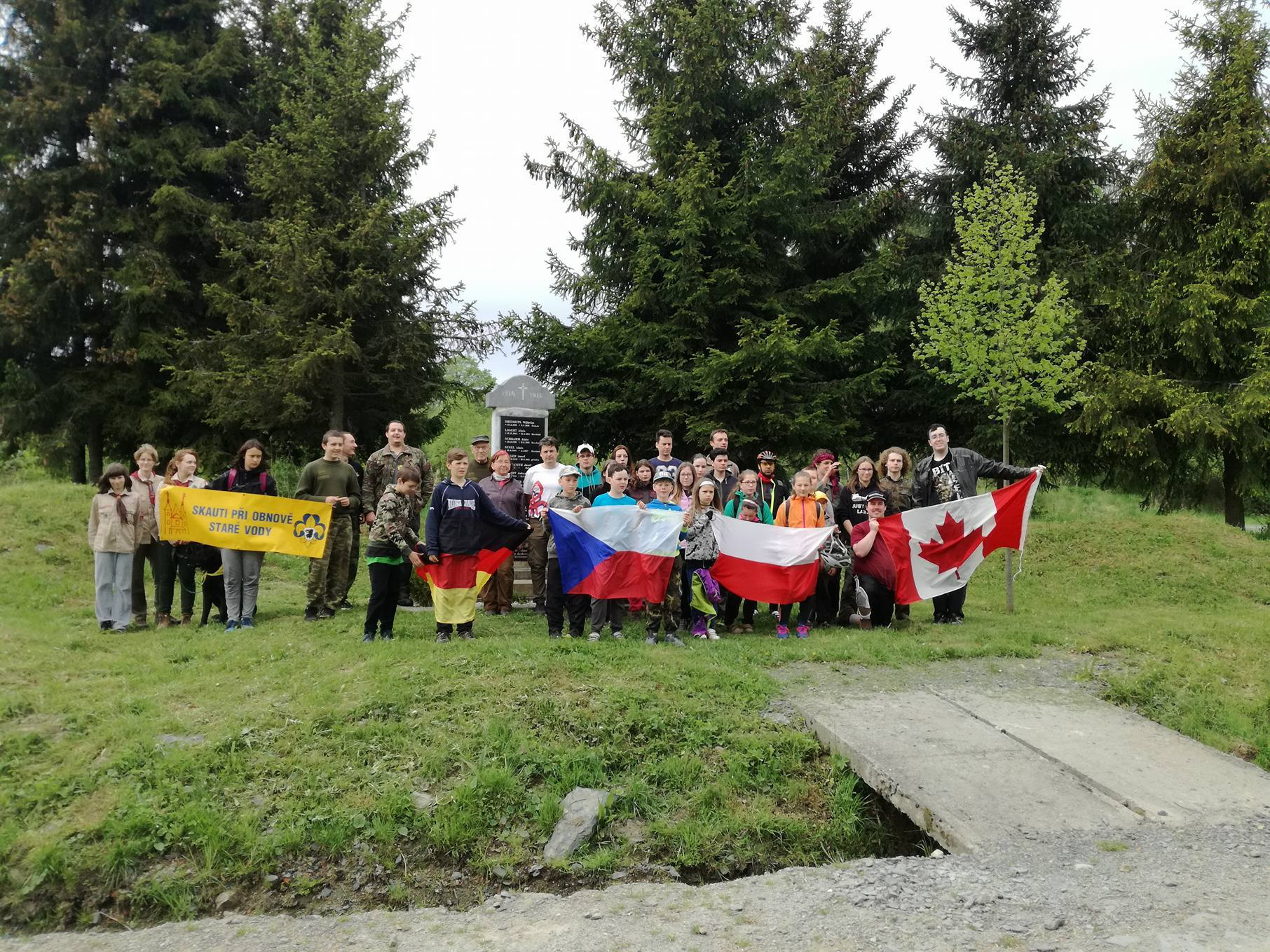
Skautské oddíly při obnově okolí kostela
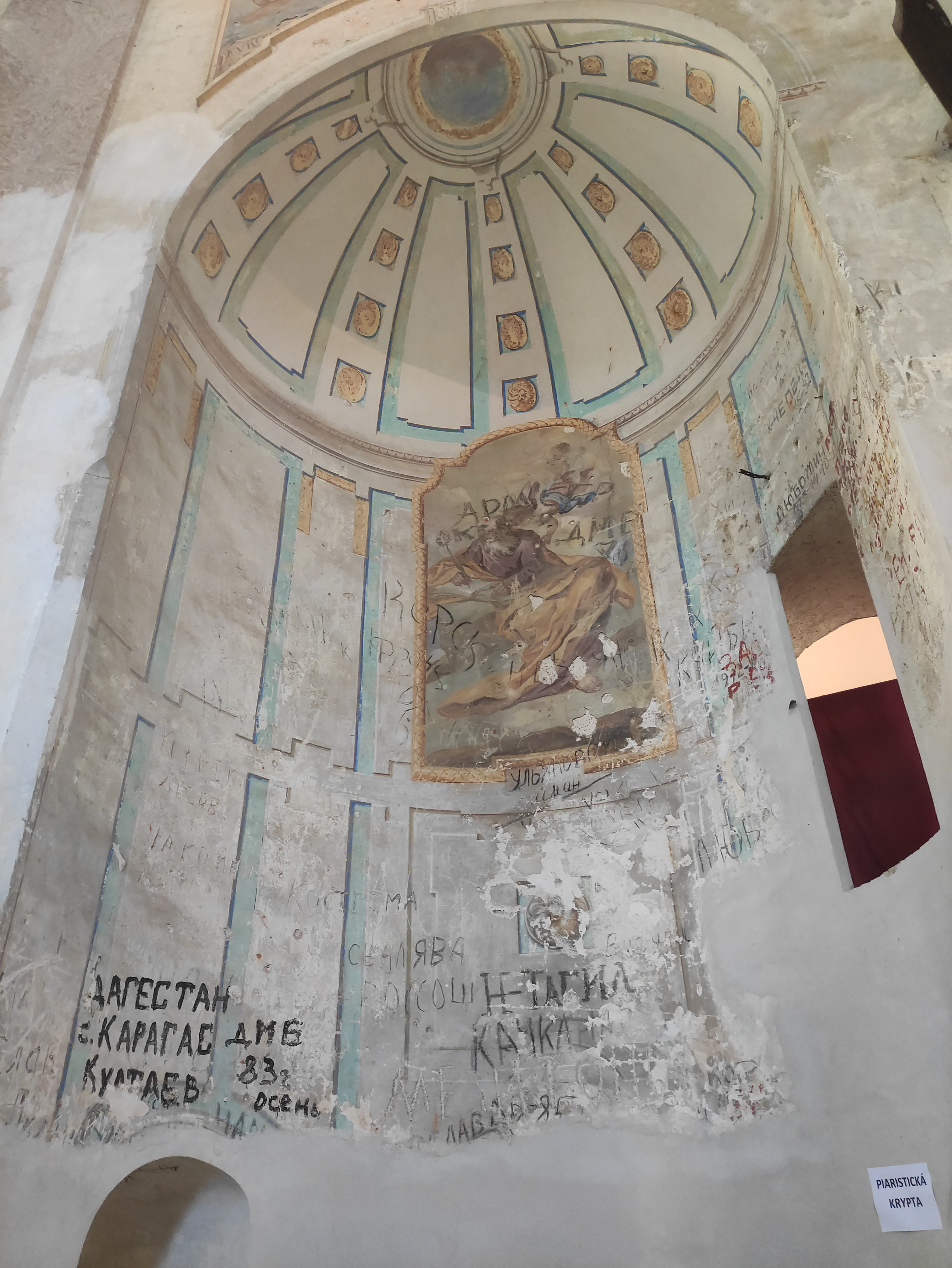